# Vestasien
Vestasien (også kaldet Sydvestasien og Nærøsten) er den vestligste del af Asien. Begrebet anvendes kun i begrænset omfang, da området overlapper med Mellemøsten med den væsentligste forskel at Egypten ikke er inkluderet i Vestasien.
Betegnelsen Vestasien anvendes undertiden inden for statistik. I 2015 blev det samlede befolkningstal i Vestasien vurderet til at være omkring 300 mio.

## Definition
Som geografisk betegnelse omfatter Vestasien områderne Levanten, Mesopotamien, Arabiske Halvø, Sinaihalvøen, Anatolien, Iran, Det armenske højland og Sydkaukasus (herunder hele Armenien og størstedelen af Georgien og Aserbajdsjan).
Betegnelsen har ingen "korrekt" eller fælles vedtaget definition. F.eks. medtager FN's statistiske kontor ikke Iran til Vestasien.

### FN's statistiske kontor
Lande i Vestasien ifølge FN's statistiske kontor (United Nations Statistics Division):
- Armenien
- Aserbajdsjan
- Bahrain
- Cypern
- Forenede Arabiske Emirater
- Georgien
- Irak
- Israel
- Jordan
- Kuwait
- Libanon
- Oman
- Palæstina
- Qatar
- Saudi-Arabien
- Syrien
- Tyrkiet
- Yemen

## Demografi
Befolkningstallet i Vestasien blev anslået til 272 mio. i 2008. Det forudses at nå 370 mio. i 2030 (heri er ikke medtaget Kaukasus og Cypern). Dette svarer til en årlig vækst på 1,6% (eller en fordoblingstid på 50 år), hvilket er tydeligt over verdens gennemsnit på 0,9% (fodoblingstid 75 år).
Befolkningstallet i Vestasien er anslået til at være omkring 4% af verdens befolkning. I begyndelsen af det 20. århundrede var tallet 39 mio., hvilket svarede til 2 % af verdens befolkning på det tidspunkt.
De mest befolkede lande i regionen er Tyrkiet og Iran, hver med cirka 75 mio. mennesker, fulgt af Irak og Saudi-Arabien med hver cirka 32 mio. mennesker.